# Maureen Forrester

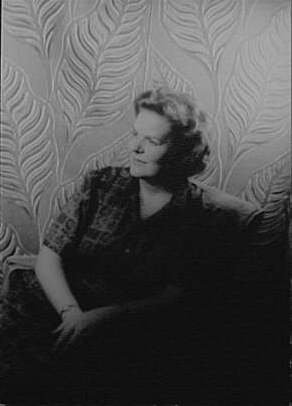
Maureen Forrester, fotografiert von Carl van Vechten, 1960

Maureen Forrester, CC, OQ, O.Ont (* 25. Juli 1930 in Montreal, Québec; † 16. Juni 2010 in Toronto) war eine kanadische Opernsängerin in der Stimmlage Alt.

## Leben
Maureen Forrester wurde als jüngstes von vier Kindern von Thomas Forrester, einem Möbeltischler schottischer Herkunft, und seiner schottisch-irischen Ehefrau May Arnold in eine musikalische Arbeiterfamilie hineingeboren. Im Alter von knapp 14 Jahren verließ Forrester die High School und arbeitete als Sekretärin und Telefonistin bei der Bell Telephone Company. Mit ihrem Gehalt finanzierte sie ihre Gesangsstunden. Außerdem erhielt sie ein Gesangsstipendium des Montreal Social Club. Ihre Gesangslehrer waren Sally Martin, der englische Tenor Frank Rowe, insbesondere jedoch der holländische Bariton Bernard Diamant, Professor an der École Vincent d’Indy, einer privaten Musikschule, in Montreal und an der McGill University. Unter dessen Schulung entwickelte sich ihre Stimme zum Kontra-Alt, ihre eigentliche natürliche Stimmlage.
Forrester sang anfangs in Kirchenchören und im kanadischen Rundfunkchor. Im Dezember 1951 gab sie in der Salvation Army Citadel in Montreal ihr professionelles Debüt als Sängerin in einem Konzert des Montreal Elgar Choir mit Edward Elgars Komposition The Music Makers, op. 69 für Mezzosopran, Chor und Orchester. Erste Opernpartien sang sie bei der Opera Guild of Montreal: im Januar 1953 die kleine Rolle der Näherin Irma in der Oper Louise von Gustave Charpentier und im Januar 1954 die Schenkwirtin in Boris Godunow. Forrester war in dieser Zeit jedoch schwerpunktmäßig als Konzertsängerin tätig. Im März 1953 gab sie ihren ersten Solo-Liederabend bei der Montreal Young Women’s Christian Association mit dem in Deutschland geborenen, in Montreal ansässigen Pianisten und Stimmcoach John Newmark, der in den Folgejahren ihr ständiger Liedbegleiter wurde. Im Dezember 1953 gab sie unter der musikalischen Leitung von Otto Klemperer ihr Debüt beim Montreal Symphony Orchestra mit Ludwig van Beethovens 9. Sinfonie. 1954 folgte ihr Debüt beim Toronto Symphony Orchestra mit Georg Friedrich Händels Oratorium Der Messias. Im Januar 1955 gab Forrester ihr Europa-Debüt in Paris mit einem Liederabend in der Salle Gaveau. Weitere Recitals folgten bis Januar 1956, unter anderem bei der BBC in London und beim Westdeutschen Rundfunk in Köln. 1956 hatte sie großen Erfolg bei ihrem Konzert in der New Yorker Town Hall mit Gustav Mahlers 2. Sinfonie (Mahler) unter dem Dirigenten Bruno Walter. Dieser engagierte sie daraufhin auch als Solistin für seine Abschiedstournee im Februar 1957 mit dem New York Philharmonic Orchestra in der Carnegie Hall. 1957 gab sie Konzerte mit dem Royal Philharmonic Orchestra in London unter Sir Thomas Beecham und mit den Berliner Philharmonikern in Berlin, in London später auch das Verdi-Requiem unter Sir Malcolm Sargent. 1958 sang sie gemeinsam mit dem Vancouver Bach Choir beim Vancouver International Festival die Alt-Rhapsodie von Johannes Brahms, ebenfalls unter der Leitung von Bruno Walter. 1963 sang sie in einer Fernsehproduktion bei NBC in der Matthäus-Passion von Johann Sebastian Bach. 1968 sang sie bei den Salzburger Festspielen das Alt-Solo im Stabat mater von Giovanni Battista Pergolesi.
Im Konzertsaal galt Forrester als insbesondere als Interpretin der Musik von Gustav Mahler. Sie sang die Solo-Partien in Mahlers Symphonien, die Lieder aus dem Zyklus Des Knaben Wunderhorn und immer wieder Das Lied von der Erde, in späteren Jahren ihrer Karriere unter anderem 1986 mit dem Calgary Philharmonic Orchestra und Richard Margison als Tenor-Partner. Häufig übernahm sie auch die Mezzosopran-Partie in Edward Elgars Oratorium The Dream of Gerontius.
Ab Ende der 1950er Jahre wandte sich Forrester dann verstärkt der Oper zu und entwickelte sich zu einer der führenden Sängerin im dramatischen Mezzosopran- und Alt-Fach. Bei der American Society Opera hatte sie im November 1958 bereits in einer konzertanten Aufführung die Cornelia in Georg Friedrich Händels Oper Julius Caesar gesungen. Im Mai 1962 folgte ihr Bühnendebüt als Orpheus in Orfeo ed Euridice. Hauptrollen ihres Opernrepertoires waren Erda und Fricka in Der Ring des Nibelungen, Brangäne in Tristan und Isolde, Klytämnestra in Elektra, Herodias in Salome, die Hexe in Hänsel und Gretel, Ulrica in Ein Maskenball und die alte Gräfin in Pique Dame.
Sie gastierte unter anderem am Teatro Colón (1963 als Brangäne), an der New York City Opera (1966 als Cornelia, 1983 als Madame de la Haltière in Jules Massenets Cendrillon), an der Covent Garden Opera (1971 als Fricka), an der Metropolitan Opera (1975–1977 als Fricka und Ulrica), an der San Francisco Opera (1967 als La Cieca in La Gioconda, 1982 als Madame de la Haltière), am Théâtre des Champs-Élysées (1984 als Klytämnestra mit Leonie Rysanek, Ute Vinzing und Bent Norup als Partnern) und an der Mailänder Scala (1990 als Gräfin in Pique Dame, 1993 als Mme de Croissy in Dialogues des Carmélites von Francis Poulenc). Außerdem sang sie an den Opernhäusern von Quebec (1974 als Mrs. Quickly in Falstaff, 1975 als Brangäne), Edmonton (1971 als Ulrica, 1977 als Herodias), Pittsburgh (1989 als Klytämnestra), Washington (1993 als Madame de la Haltière) und San Diego (1984 als Hexe in Hänsel und Gretel). Im Februar 1990 sang sie Rolle der alten Mme de Croissy in einer Neuinszenierung der Oper Dialogues des Carmélites an der San Diego Opera. In der Spielzeit 1991/92 sang sie die Pique Dame-Gräfin in einer semi-inszenierten Produktion in Boston (Dirigent: Seiji Ozawa, mit Atlantow/Freni als Partnern). In der Spielzeit 1992/93 trat sie am Grand Théâtre de Genève als Mutter der Titelheldin in einer Neuinszenierung der Oper Louise auf. 1993 sang sie die Pique Dame-Gräfin dann auch noch einmal am Opernhaus von Santiago de Chile. 1994 gab sie in ihrem verspäteten Debüt am Opernhaus von Montreal die Rolle der Marquise von Berkenfield in Gaetano Donizettis komischer Oper Die Regimentstochter.
Im Mai 1989 sang sie in der Berliner Philharmonie die Alt-Partie in Mendelssohns Elias. Bis Mitte der 1990er Jahre trat Forrester regelmäßig noch als Konzertsängerin auf, unter anderem noch 1995 beim Toronto Symphony Orchestra mit Gustav Mahlers Auferstehungssymphonie. 2001 trat sie, ebenfalls in Toronto, letztmals in einem Konzert als Sängerin auf.

## Privates
1957 heiratete Forrester den Geiger und Dirigenten Eugene Kash. Aus der Ehe gingen fünf Kinder hervor, unter anderem die Schauspieler Linda Kash und Daniel Kash. Die Ehe endete 1974 in Scheidung. Ab Mitte der 1990er Jahre machten sich bei Forrester erste Anzeichen einer Alzheimer-Erkrankung bemerkbar. Bereits eingegangene Engagements erfüllte Forrester jedoch in der Regel weiterhin noch. 2002 zog sich Forrester schließlich in ein Alten- und Pflegeheim in Toronto zurück. Forrester starb im Juni 2010 an den Folgen der Alzheimer-Krankheit.

## Stimme
Maureen Forresters Stimme war ein dunkeltimbrierter, klarer und kraftvoller Mezzosopran. Forrester verfügte über einen ungewöhnlich großen Stimmumfang und war daher in der Lage, sowohl große Mezzosopran-Partien zu singen als auch das klassische Altfach. Sie besaß ein ausgeprägtes tiefes Register, das mühelos bis in die Tiefe der Kontra-Alt-Lage reichte. Ab Anfang der 1990er machte sich bei Forrester eine deutlich nachlassende Stimmkraft bemerkbar. Sie verlegte sich daher schwerpunktmäßig auf das Charakterfach in der Oper.

## Auszeichnungen und Ehrenämter
1967 wurde Forrester zum Companion des Order of Canada ernannt. 1988 erhielt sie den Toronto Arts Award. 1990 erhielt sie den Order of Ontario. 1990 wurde sie auch Mitglied der Canadian Music Hall of Fame. 1990 erhielt sie einen Stern auf dem Canada’s Walk of Fame in Toronto. 2003 wurde sie zum Offizier des Ordre national du Québec ernannt.
Von 1984 bis 1988 war Forrester Vorsitzende des Canada Council. Von 1986 bis 1990 war sie Kanzlerin der Wilfrid Laurier University. Außerdem erhielt sie über 30 Ehrendoktortitel verschiedener Universitäten in Kanada.